# Trigonostemon nigrifolius
Trigonostemon nigrifolius là một loài thực vật có hoa trong họ Đại kích. Loài này được N.P.Balakr. & Chakrab. miêu tả khoa học đầu tiên năm 1984.